# Battaglia di Racławice

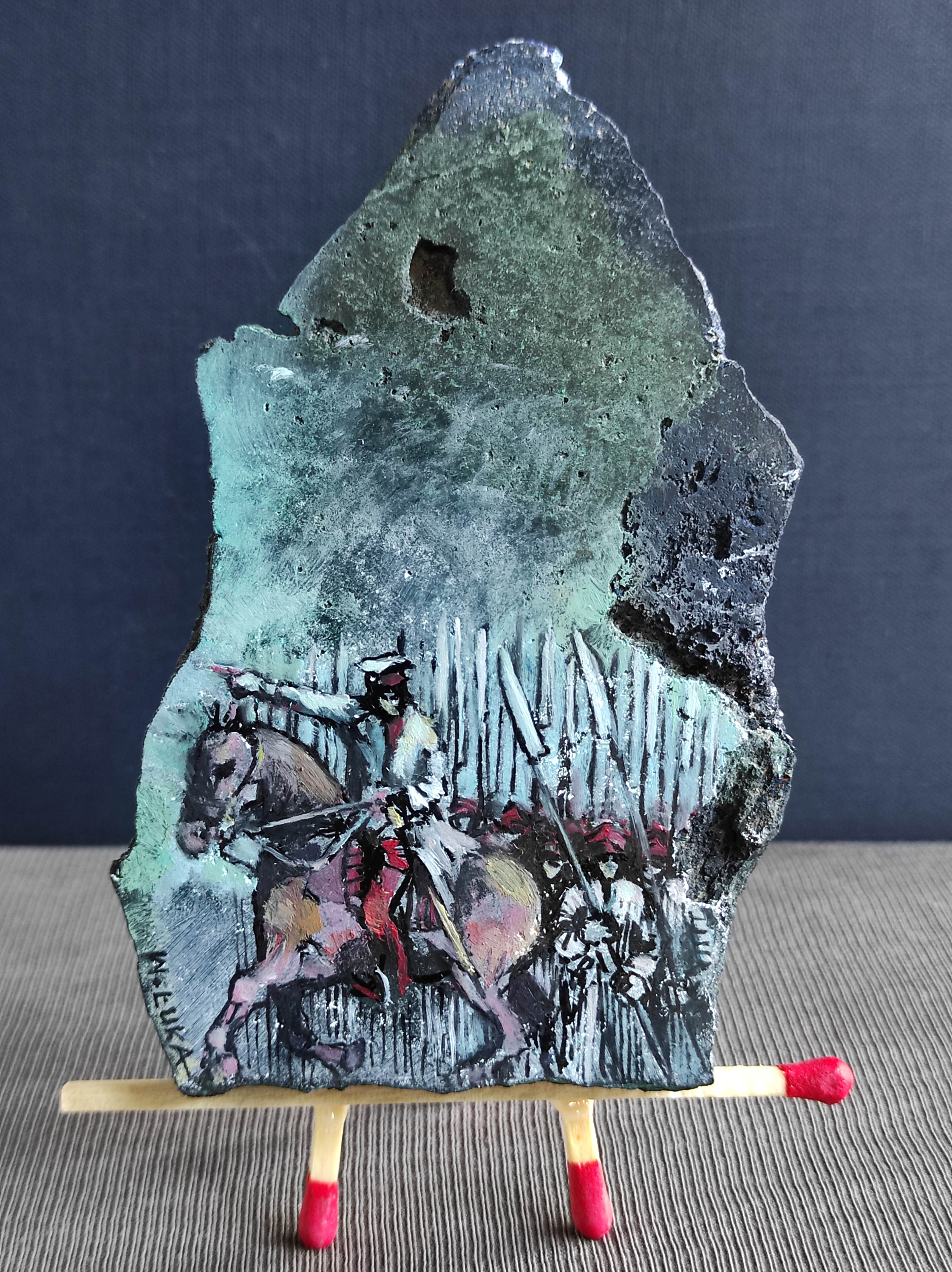
La battaglia di Raclawice del pittore Wojciech Łuka.

La battaglia di Racławice fu combattuta il 4 aprile 1794 tra l'esercito polacco e quello dell'impero russo nei pressi del villaggio di Racławice nella regione storica della Piccola Polonia, e diede l'inizio alla campagna denominata Rivolta di Kościuszko.
Un dipinto di rievocazione della battaglia si trova a Breslavia ed è denominato Panorama di Racławice.